# Melothria scabra
Melothria scabra (Naudin) è una specie di pianta rampicante della famiglia Cucurbitaceae, coltivata per i suoi frutti commestibili.

## Descrizione
I frutti sono della dimensione dell'uva e hanno sapore simile a quello del cetriolo, con un sapore leggermente amarognolo dato dalla buccia.

## Distribuzione e habitat
Questa pianta è originaria del Messico e dell'America Centrale, dove è chiamata sandita (piccola anguria). 
Altri nomi volgari con cui è conosciuta sono:  melón ratón, Pepinillo agrio mexicano, cucamelon, Sandía miniatura mexicana y Pepino amargo mexicano in spagnolo; mouse melon, Mexican sour gherkin, cucamelon, Mexican miniature watermelon and Mexican sour cucumber in inglese e cetriolo messicano in italiano.
Si ritiene che fosse già coltivata in età precolombiana.